# 中央國術館
中央國術館是1928年3月中華民國國民政府在南京所成立的國家武術學院，為中國歷史上首次以學校組織成立的武術最高教育學術機構，學制等級與中華民國教育部體制的規範完全無關；而且中央國術館亦非正式學校單位。
中央國術館全銜為“國民政府直屬國立南京中央國術館”，簡稱“國術館”或“央館”。故址：南京市西華門頭條巷6號。
中央國術館開館宗旨在於培育武術師資、推廣武術、審編武術教材、打破門戶之見等等。由於當時教育部並不打算將中央國術館納入教育體系內，之後在張之江與中國國民黨政要人士積極奔走下，1927年3月15日，《國民政府公報》第41期刊載第174號公文批准中央國術館備案，由國民政府行政院來直接管轄與推行，中央國術館成立。1948年，中央國術館因為經費難以支持而宣告解散。

## 創館始末

### 建館起因
西北軍退役將領張之江於南京就任國民政府委員後，向教育部申請關於國術館備案，然而教育部以中國武術不屬於教育系統而拒絕其申請。民國初年社會氛圍相當推崇西洋文化，因此教育部認為中國武術應該是被淘汰的文化，而對張之江的申請作出諸多的刁難、不予批准。張之江在無可奈何下，尋找國民政府常務委員李烈鈞協助；在李烈鈞、邵力子、鈕永建等人的遊說之下，最後終於獲得國民政府主席蔣中正同意，央館便告成立。

### 發起人
中央國術館籌建發起人均為當初國民政府重要人士，他們在當時軍界、政界都具有相當影響力。
- 蔡元培：時任國民政府中央教育行政委員會委員、國民政府教育行政委員會委員、北京大學校長；兼任中法大學校長。
- 孔祥熙：時任武漢國民政府實業部部長。
- 于右任：時任國民政府委員。
- 鈕永健。
- 張之江。
- 譚延闓：時任國民政府委員。
- 李烈鈞：時任國民政府常務委員。
- 戴傳賢。
- 何應欽。
- 李濟琛。
- 馮玉祥。
- 薛篤弼。
- 陳調元。
- 方本仁。
- 蔣作賓。
- 柏文蔚。
- 宋淵源。
- 楊樹莊。
- 張人傑：時任中國國民黨中央監察委員。
- 李宗仁。
- 朱培德。
- 邵力子。
- 王伯群。
- 賀耀祖。
- 易培基。
- 何香凝。

### 建館概況
中央國術館是由1928年3月24日成立於南京韓家巷的“南京中央國術研究館”於該年6月所改制而來的單位，由當時的國民政府委員張之江積極推展下成立；當時由國民政府“第174號令”批准備案。第一任館長及於張之江所擔任；副館長則為李景林。1929年館址搬遷到南京西華門頭條巷6號。1948年在資金困窘下，中央國術館無法繼續維持因此正式解散，從開館到結束一共辦了六期。

### 經費來源
而當時的經費是由財政部每月補助央館5000元經費。
另外海外華僑捐款方面：當時南洋華僑如新加坡橡膠大王陳嘉庚，以及虎標萬金油老闆胡文虎、胡文豹兩度捐錢資助央館。

## 創辦理念
傳承中國武術，術德並重，提升國民健康，以國術救國，整理武術資料，建立全國國術館體系。

### 更名始末
中央國術館建館之初原名“中央國術研究館”，而“研究”二字曾經改為“研修”。1928年6月才正式定名為“中央國術館”。

### 教育任務
編審國術教材書刊、培育國術師資人才。雖然基本上央館的定位就是個教育機構，但是民國初年的氛圍幾乎籠罩在對西洋文化的學習與推行，對於傳統文化的中國武術卻是受到了冷漠對待。

### 館訓
術德並重 文武兼修 強種救國 禦侮圖存

### 全國國術體系
一·中央國術館
二·省市級國術館
三·縣級國術館

## 遷館始末
1928年央館初建地址位於南京韓家巷，還向中華全國基督教協進會借幾間房間。
1929年央館遷徙至南京西華門頭條巷6號。
1937年，搬遷到湖南長沙杜家山中學。後來又經由廣西桂林，取道越南，遷至昆明拓東路湖北公所。之後又遷往四川重慶北碚。
1946年抗日戰爭勝利後遷回南京廖家巷2號。

## 組織架構

### 性質
央館在性質的定位上還是相當模糊，這個組織嚴格上而言屬於官辦民營的機構，然而教育體系也與國民政府教育部不相干。於經營期間內，央館也類似一個學術研究機構。

### 初期結構
理事會
理事長：李烈鈞、戴季陶。
名譽館長：馮玉祥。
監事會
行政部門
館長：張之江。
副館長：李景林。
顧問：張洪之。
門長（兩名）
少林門
門長：王子平。
科長：馬英圖、馬裕甫。
教學項目：少林拳、八極拳、劈掛拳、查拳、彈腿。
武當門
最初武當門門長為一代宗師孫祿堂先生並且兼任教務主任；孫先生於1928年5月7日任職，旋即在該月月底離職。
門長：高振東。
科長：柳印虎。
教學項目：八卦掌、形意拳、太極拳。

#### 武術門戶風暴
中央國術館開館未久，因組織架構上的問題加上傳統武林間的門戶成見之陋習，引發少林、武當門戶歧見之風暴，同時1928年年底也導致門長、科長之間的衝突，造成副館長李景林、少林門門長王子平離職，隨即改組。此為中央國術館發展歷程的一大污點。

### 後期結構
因為門戶衝突之關係，該館即於1929年進行改組，組織如下：
理事會
監事會
行政部門
一·館長：張之江
二·副館長：
1.李景林
2.張驤伍
3.鈕永健
4.張樹聲
5.1939年陳泮嶺
三·顧問：張洪之。
四·教務處
處長：馬良、吳俊山、孫玉銘、郝鴻昌。
五·編審處
處長：唐豪、姜容樵。
副處長：黃柏年。
審編員：金一明。
六·總務處
處長：李滋茂、朱家驊。

## 教育制度

### 師資陣容
李景林、楊澄甫、孫祿堂、孫玉銘、馬英圖、馬良、馬金標、馬永勝、馬慶雲、吳俊山、吳民清、吳異輝、嚴乃康、陳子明、高振東、王子平、朱國福、黃柏年、于振聲、郭長生、郝鴻昌、張驤伍、徐寶林、李玉山、畢鳳亭、劉鴻慶、龔潤田、李元智、常東昇。

### 開設班別
一·教授班：
1928年央館一成立即開設了教授班。初期學年制相當靈活，常常根據學員武術水平和社會需要，提前畢業。教授班第一期和第二期的學員多是當年入學，當年就畢業任教。1929年將學制定為二年。1930年又增為三年。學員包括各省、市保送和自行招收兩部分，每期60人。 
二·師範班：1933年成立。
三·練習班
四·青年班
五·少年班

### 學科與術科課程
一·學科：三民主義、國文、地理、歷史、算術、國術源流、國術學、生理學、軍事學、音樂。
二·術科：主要課程分為七門──
⑴腿法；
⑵拳術；
⑶器械科；
⑷競技科；
⑸選修科；
⑹特别科；
⑺軍事科。
在这技术课程中，包含有形意拳、太极拳、八卦掌、查拳、新武术（拳脚科）、连步拳、杂拳、行拳、掇脚（戳脚）、劈挂拳等拳术；剑、刀、棍、枪、鞭等器械；气功、铁砂手、红砂手等功法；以及散打、摔跤、长兵、短兵等格斗项目。还开设 了拳击、日本劈刺术。

### 全國國術考試
全國國術考試簡稱為“國術國考”或“國考”，為中華民國歷史上正式的官方學術機構所舉辦的武術考試，前後只有舉辦過兩次，地點均為南京公共體育場；然而國術國考辦理的相當不理想，正試項目出現了流血場面，相當不合現代化體育精神。
一·1928年10月11日至19日，舉行第一次全國國術考試。
二·1933年10月20日至30日，舉行第二次全國國術考試。
考科
一·預試：
套路演練
二·正試：
正試乃為雙人武術對打，不分級別與體重，採三戰兩勝制。試科如下：
1.拳腳門
2.摔角門
3.刀劍門
4.棍槍門
5.搏擊
三·口試：
三民主義
國術國考前三名稱號
1.國士
2.俠士
3.武士

## 旗下組織
一·1933年成立“中央國術體育專科學校”。
二·1933年亦成立“中央國術館小學”。
三·1934年成立“中央國術體育研究會”。

## 對外宣傳
1936年德國柏林舉行第11屆奧林匹克運動會，張之江帶領9名武術隊員出國表演中國武術。這9名成員是6男3女，男子分別為：溫敬銘、張文廣、鄭懷賢、金石生、寇運興、張爾鼎；女子則是：翟漣源、傅淑雲、劉玉華。

## 中央國術館出版著作
一·條例法規類：
- 《中央國術館組織大綱》
- 《省、市國術館組織大綱》
- 《縣國術館組織大綱》
- 《國術國考條例》

二·專書類：
《中央第二屆國術國考專刊》
1.已出版
- 《查拳圖說》
- 《青萍劍圖說》
- 《少林武當考》
- 《寫真太師虎尾鞭》
- 《達摩劍》
- 《君子劍》
- 《太行拳術》
- 《少林拳》
- 《三十二勢長拳》
- 《石頭拳術秘訣》

2.未出版
- 《練步拳》
- 《八極拳》
- 《形意拳摘要》

三·期刊類：
- 《國術旬刊》[4]
- 《國術周刊》
- 《國術季刊》
- 《國術特刊》

## 央館餘緒
國民政府遷台後，陳泮領先先原有意重新籌設央館，但是未獲支持而無法實現。即使中央國術館已經成為過往雲煙，但是央館當初培育的人才卻在中華大地上開枝散葉。
台灣國內唯一擁有武術科系的大學院校──中國文化大學國術系（現更名為：技擊運動暨國術學系），其教育精神即傳承著中央國術館的理念；該系創辦者為畢業於央館轄下的國立國術體育專科學校校友吳文忠先生。吳文忠在1982年於台灣師範大學退休後，在1983年赴中國文化大學推動國術教育制度的建立，該系初期稱為體育系國術組，吳文忠為第一位國術組主任。1997年才正式升格為國術學系。

## 歷史評價
中央國術館是中國武術發展史上的一個重要里程碑，它對中國歷史上的貢獻不小，而且將武術的文化層級提升為一種國粹，國術一名的訂定即是由此開始。
中央國術館開館的理想雖立意頗佳，唯因當時民國政局不穩定、抗日戰爭、國共內戰等等不利因素外，此時的中華傳統文化也正遭到西洋文化的打擊與挑戰，觀中央國術館歷盡滄桑的痕跡，最終又因為經費不支而關閉，即可了解當時維持機構營運上的困難了，因此成為曇花一現。

### 網路資源
- 韓門武集 - 功夫學苑
- 山中札記